# Фармер, Майк
Дон Майкл «Майк» Фармер (англ. Don Michael "Mike" Farmer; родился 26 сентября 1936, Оклахома-Сити, Оклахома, США) — американский профессиональный баскетболист и тренер, завершивший карьеру.

## Ранние годы
Майк Фармер родился в городе Оклахома-Сити (штат Оклахома), учился в школе Ричмонд из одноимённого города (штат Калифорния), в которой играл за местную баскетбольную команду.

## Студенческая карьера
В 1958 году окончил Университет Сан-Франциско, где в течение трёх лет играл за баскетбольную команду «Сан-Франциско Донс», в которой провёл успешную карьеру. При Фармере «Донс» три раза выигрывали регулярный чемпионат конференции West Coast (1956—1958), а также два раза выходили в плей-офф студенческого чемпионата США (1956—1957).
В 1956 году «Донс» стали чемпионами Национальной ассоциации студенческого спорта (NCAA), обыграв в финале команду «Айова Хокайс» со счётом 83—71. В том году одноклубниками Фармера были ставшие впоследствии многократными чемпионами НБА Билл Расселл и Кей Си Джонс, завершавшие свою студенческую карьеру, сам же Майк в финальном матче выходил на площадку со скамейки запасных и не набрал ни одного очка, но удачно сыграл под щитом, сделав 12 подборов.
Следующий сезон «Сан-Франциско Донс», после ухода Расселла и Джонса в НБА, также можно записать в актив команды, в нём они дошли до финала четырёх турнира NCAA, но в полуфинальном матче по всем статьям проиграли команде Уилта Чемберлена «Канзас Джейхокс» со счётом 56—80. Сезон 1957/1958 годов стал самым неудачным в студенческой карьере Фармера, «Донс» снова в одну калитку выиграли регулярный чемпионат конференции West Coast (12—0), но не смогли пробиться в решающий раунд плей-офф турнира NCAA, проиграв в полуфинале регионального турнира команде «Сиэтл Редхокс» со счётом 67—69.

## Карьера в НБА
Играл на позиции лёгкого форварда. В 1958 году был выбран на драфте НБА под 3-м номером командой «Нью-Йорк Никс». Позже выступал за команды «Цинциннати Роялз», «Сан-Франциско Сейнтс» (ABL) и «Сент-Луис Хокс». Всего в НБА провёл 7 сезонов. Два года подряд Фармер признавался баскетболистом года среди студентов конференции Западного Побережья (1957—1958), а также один раз включался во 2-ю всеамериканскую сборную NCAA (1958). Всего за карьеру в НБА сыграл 423 игры, в которых набрал 2816 очков (в среднем 6,7 за игру), сделал 1950 подборов и 550 передач.

## Тренерская карьера
После завершения профессиональной карьеры игрока, в 1966 году, Фармер устроился на должность  временного главного тренера в команду «Балтимор Буллетс», сменив на этот посту Пола Сеймура, однако занимал её всего на протяжении девяти игр. Вскоре он был уволен со своего поста из-за неудовлетворительных результатов команды (1 победа при 8 поражениях), а на его место в том же качестве был поставлен Бадди Дженнетт.

## Статистика

### Статистика в НБА
| Сезон                                                                                    | Команда        | Регулярный сезон | Регулярный сезон | Регулярный сезон | Регулярный сезон | Регулярный сезон | Регулярный сезон | Регулярный сезон | Регулярный сезон | Регулярный сезон | Регулярный сезон | Регулярный сезон | Серия плей-офф | Серия плей-офф | Серия плей-офф | Серия плей-офф | Серия плей-офф | Серия плей-офф | Серия плей-офф | Серия плей-офф | Серия плей-офф | Серия плей-офф | Серия плей-офф |
| Сезон                                                                                    | Команда        | GP               | GS               | MPG              | FG%              | 3P%              | FT%              | RPG              | APG              | SPG              | BPG              | PPG              | GP             | GS             | MPG            | FG%            | 3P%            | FT%            | RPG            | APG            | SPG            | BPG            | PPG            |
| ---------------------------------------------------------------------------------------- | -------------- | ---------------- | ---------------- | ---------------- | ---------------- | ---------------- | ---------------- | ---------------- | ---------------- | ---------------- | ---------------- | ---------------- | -------------- | -------------- | -------------- | -------------- | -------------- | -------------- | -------------- | -------------- | -------------- | -------------- | -------------- |
| 1958/59                                                                                  | Нью-Йорк       | 72               |                  | 21,5             | 35,3             |                  | 83,8             | 4,4              | 0,9              |                  |                  | 6,0              | 2              |                | 17,0           | 29,4           |                | 40,0           | 5,0            | 0,0            |                |                | 6,0            |
| 1959/60                                                                                  | Нью-Йорк       | 67               |                  | 22,9             | 37,3             |                  | 84,3             | 5,7              | 0,9              |                  |                  | 7,4              | Не участвовал  | Не участвовал  | Не участвовал  | Не участвовал  | Не участвовал  | Не участвовал  | Не участвовал  | Не участвовал  | Не участвовал  | Не участвовал  | Не участвовал  |
| 1960/61                                                                                  | Нью-Йорк       | 2                |                  | 3,0              | 0,0              |                  | -                | 1,0              | 0,0              |                  |                  | 0,0              | Не участвовал  | Не участвовал  | Не участвовал  | Не участвовал  | Не участвовал  | Не участвовал  | Не участвовал  | Не участвовал  | Не участвовал  | Не участвовал  | Не участвовал  |
| 1960/61                                                                                  | Цинциннати     | 57               |                  | 22,7             | 39,1             |                  | 73,4             | 6,6              | 1,4              |                  |                  | 7,5              | Не участвовал  | Не участвовал  | Не участвовал  | Не участвовал  | Не участвовал  | Не участвовал  | Не участвовал  | Не участвовал  | Не участвовал  | Не участвовал  | Не участвовал  |
| 1962/63                                                                                  | Сент-Луис Хокс | 80               |                  | 21,6             | 42,5             |                  | 84,2             | 4,6              | 1,8              |                  |                  | 7,4              | 11             |                | 23,8           | 36,5           |                | 76,5           | 4,7            | 2,5            |                |                | 6,1            |
| 1963/64                                                                                  | Сент-Луис Хокс | 76               |                  | 17,9             | 40,6             |                  | 81,9             | 3,0              | 1,4              |                  |                  | 5,6              | 11             |                | 10,8           | 55,9           |                | 80,0           | 1,5            | 0,8            |                |                | 4,2            |
| 1964/65                                                                                  | Сент-Луис Хокс | 60               |                  | 21,2             | 40,9             |                  | 79,8             | 4,3              | 1,5              |                  |                  | 6,8              | 1              |                | 7,0            | 50,0           |                | -              | 1,0            | 0,0            |                |                | 4,0            |
| 1965/66                                                                                  | Сент-Луис Хокс | 9                |                  | 8,8              | 43,3             |                  | 80,0             | 2,0              | 0,7              |                  |                  | 3,3              | Не участвовал  | Не участвовал  | Не участвовал  | Не участвовал  | Не участвовал  | Не участвовал  | Не участвовал  | Не участвовал  | Не участвовал  | Не участвовал  | Не участвовал  |
|                                                                                          | Всего          | 423              |                  | 20,8             | 39,3             |                  | 81,4             | 4,6              | 1,3              |                  |                  | 6,7              | 25             |                | 16,9           | 41,1           |                | 71,9           | 3,2            | 1,4            |                |                | 5,2            |
| Наведите курсор мыши на аббревиатуры в заголовке таблицы, чтобы прочесть их расшифровку. |                |                  |                  |                  |                  |                  |                  |                  |                  |                  |                  |                  |                |                |                |                |                |                |                |                |                |                |                |

### Статистика в NCAA
| Сезон | Команда       | Conf  | Class | GP | GS | MPG | FG%  | 3P% | FT%  | RPG | APG | SPG | BPG | PPG  |
| --- | ------------- | ----- | ----- | -- | -- | --- | ---- | --- | ---- | --- | --- | --- | --- | ---- |
| 1955/56 | Сан-Франциско | CBA   | SO    | 28 |    |     | 37,1 |     | 54,8 | 7,8 |     |     |     | 8,4  |
| 1956/57 | Сан-Франциско | WCAC  | JR    | 28 |    |     | 37,5 |     | 77,6 | 9,5 |     |     |     | 12,0 |
| 1957/58 | Сан-Франциско | WCAC  | SR    | 26 |    |     | 36,7 |     | 85,1 | 8,2 |     |     |     | 11,3 |
| Всего | Всего         | Всего | Всего | 82 |    |     | 37,1 |     | 74,1 | 8,5 |     |     |     | 10,6 |
| Наведите курсор мыши на аббревиатуры в заголовке таблицы, чтобы прочесть их расшифровку Статистика приведена с сайта sports-reference.com |               |       |       |    |    |     |      |     |      |     |     |     |     |      |